# 蔣婷
蔣婷（ジャン・ティン）は、中国のソフトテニス選手。

## 四大国際大会戦績
戦績
- 2000アジア選手権　国別対抗団体戦銅メダル
- 2003世界ソフトテニス選手権　国別対抗団体戦銅メダル
- 2006アジア競技大会　シングルス銀メダル　国別対抗団体戦銀メダル